# Mendiga
Mendiga ist ein Ort und eine ehemalige Gemeinde (Freguesia) im portugiesischen Kreis Porto de Mós. Die Gemeinde hatte 930 Einwohner (Stand 30. Juni 2011).
Am 29. September 2013 wurden die Gemeinden Mendiga und Arrimal zur neuen Gemeinde União das Freguesias de Arrimal e Mendiga zusammengeschlossen. Mendiga ist Sitz dieser neu gebildeten Gemeinde.